# Mischocyttarus flavoniger
Mischocyttarus flavoniger är en getingart som beskrevs av Zikan 1949. Mischocyttarus flavoniger ingår i släktet Mischocyttarus och familjen getingar. Inga underarter finns listade i Catalogue of Life.